# Geraint Williams
David Geraint Williams (Cwmparc, 5 gennaio 1962) è un allenatore di calcio ed ex calciatore gallese, di ruolo centrocampista.

## Biografia
Si è sposato nel 1985 e ha avuto 2 figli dal suo matrimonio. È tifoso del Cardiff City.

## Carriera

### Giocatore

#### Club
Ha iniziato la propria carriera tra i professionisti con il Bristol Rovers nel 1980, con cui ha militato per 5 anni prima di passare al Derby County.
Con il Derby County ha giocato molto spesso, saltando poche partite tra il 1985 e il 1992, anni della sua militanza nel club.
Ha lasciato i Rams nel 1992 per trasferirsi all'Ipswich Town, club con cui debutta in Premier League nella stagione 1992-1993. Il club biancoblù rimane in Premier fino al 1995, anno della retrocessione in seconda serie; nonostante la discesa di categoria, Williams rimane nel club fino al 1998. In totale ha realizzato 3 goal in 217 partite (nei campionati) con il club, e solo una delle 3 reti l'ha segnata in Premier, esattamente il 1º novembre 1994 nella vittoria per 2-0 contro il Leeds United.
Nel 1998 si trasferisce al Colchester United, con cui conclude la carriera nel 2000.

#### Nazionale
Vanta 13 presenze con la Nazionale gallese, con cui ha esordito nel 1987 e concluso la propria esperienza nel 1995.

### Allenatore
Al termine della carriera da giocatore ha intrapreso la carriera da allenatore; ha allenato in 2 occasioni la sua ultima squadra da giocatore, ovvero il Colchester United.
Il 5 febbraio 2009 viene assunto come nuovo tecnico del Leyton Orient. Con il club a fine stagione si piazza al 14º posto in League One. La stagione successiva del club è altalenante e Williams viene esonerato il 3 aprile 2010, dopo un periodo caratterizzato da 1 vittoria in 11 partite.
Il 9 luglio 2012 diviene il nuovo allenatore per la nazionale Under-21 del Galles, in cui vi rimane fino al 4 dicembre 2016, giorno in cui rassegna le proprie dimissioni in quanto non è riuscito a qualificare la squadra a nessun europeo di categoria.

## Statistiche

### Cronologia presenze e reti in nazionale
| Cronologia completa delle presenze e delle reti in nazionale ― Galles | Cronologia completa delle presenze e delle reti in nazionale ― Galles | Cronologia completa delle presenze e delle reti in nazionale ― Galles | Cronologia completa delle presenze e delle reti in nazionale ― Galles | Cronologia completa delle presenze e delle reti in nazionale ― Galles | Cronologia completa delle presenze e delle reti in nazionale ― Galles | Cronologia completa delle presenze e delle reti in nazionale ― Galles | Cronologia completa delle presenze e delle reti in nazionale ― Galles |
| Data                                                                  | Città                                                                 | In casa                                                               | Risultato                                                             | Ospiti                                                                | Competizione                                                          | Reti                                                                  | Note                                                                  |
| --------------------------------------------------------------------- | --------------------------------------------------------------------- | --------------------------------------------------------------------- | --------------------------------------------------------------------- | --------------------------------------------------------------------- | --------------------------------------------------------------------- | --------------------------------------------------------------------- | --------------------------------------------------------------------- |
| 11-11-1987                                                            | Praga                                                                 | Cecoslovacchia                                                        | 2 – 0                                                                 | Galles                                                                | Qual. Euro 1988                                                       | -                                                                     |                                                                       |
| 23-3-1988                                                             | Swansea                                                               | Galles                                                                | 1 – 2                                                                 | Jugoslavia                                                            | Amichevole                                                            | -                                                                     |                                                                       |
| 27-4-1988                                                             | Solna                                                                 | Svezia                                                                | 4 – 1                                                                 | Galles                                                                | Amichevole                                                            | -                                                                     |                                                                       |
| 1-6-1988                                                              | Ta' Qali                                                              | Malta                                                                 | 2 – 3                                                                 | Svezia                                                                | Amichevole                                                            | -                                                                     |                                                                       |
| 4-6-1988                                                              | Brescia                                                               | Italia                                                                | 0 – 1                                                                 | Galles                                                                | Amichevole                                                            | -                                                                     | 75’                                                                   |
| 14-9-1988                                                             | Amsterdam                                                             | Paesi Bassi                                                           | 1 – 0                                                                 | Galles                                                                | Qual. Mondiali 1990                                                   | -                                                                     |                                                                       |
| 8-2-1989                                                              | Ramat Gan                                                             | Israele                                                               | 3 – 3                                                                 | Galles                                                                | Amichevole                                                            | -                                                                     | 68’                                                                   |
| 26-4-1989                                                             | Wrexham                                                               | Galles                                                                | 0 – 2                                                                 | Svezia                                                                | Amichevole                                                            | -                                                                     |                                                                       |
| 31-5-1989                                                             | Cardiff                                                               | Galles                                                                | 0 – 0                                                                 | Germania Ovest                                                        | Qual. Mondiali 1990                                                   | -                                                                     | 80’                                                                   |
| 6-9-1989                                                              | Helsinki                                                              | Finlandia                                                             | 1 – 0                                                                 | Galles                                                                | Qual. Mondiali 1990                                                   | -                                                                     | 80’                                                                   |
| 11-10-1989                                                            | Wrexham                                                               | Galles                                                                | 1 – 2                                                                 | Paesi Bassi                                                           | Qual. Mondiali 1990                                                   | -                                                                     | 85’                                                                   |
| 17-2-1993                                                             | Dublino                                                               | Irlanda                                                               | 2 – 1                                                                 | Galles                                                                | Amichevole                                                            | -                                                                     | 73’                                                                   |
| 11-10-1995                                                            | Cardiff                                                               | Galles                                                                | 1 – 2                                                                 | Germania                                                              | Qual. Euro 1996                                                       | -                                                                     | 84’                                                                   |
| Totale                                                                |                                                                       | Presenze                                                              | 13                                                                    |                                                                       | Reti                                                                  | 0                                                                     |                                                                       |

## Palmarès

### Giocatore

#### Competizioni nazionali
- Campionato inglese di seconda divisione: 1

Derby County: 1986-1987